# Чикин, Семён Яковлевич
Семён Яковлевич Чикин (1916-после 1996) — советский хозяйственный, государственный, общественный и политический деятель. Член КПСС. Вице-президент Международной организации по развитии физической культуры и спорта.
С 1962 г. в течение почти 30 лет был заместителем министра здравоохранения РСФСР и «многое сделал для совершенствования службы здоровья России». Популяризатор медицинских знаний.

## Биография
Родился в 1916 году в Орле.
С 1941 года — на хозяйственной, общественной и политической работе. В 1941—1996 гг. — сельский врач, заведующий райздравотделом, главврач Бичевской сельской участковой больницы, начальник госпиталя для инвалидов в городе Орле, начальник медсанчасти в Свердловске-44, начальник медсанчасти № 31 Третьего Главного управления Минздрава СССР, на партийной работе в ЦК КПСС, заместитель министра здравоохранения РСФСР, председатель Совета физкультуры Госкомспорта РСФСР, внс НИИ физико-химической медицины.
Умер в Москве после 1996 года.

## Награды
Заслуженный врач РСФСР (1966), доктор медицинских наук (1968), профессор (1969), Заслуженный деятель науки РСФСР (1990).

## Публикации
Автор более 650 научных работ, в том числе около 50 монографий.
Чикин, С. Я. Развитие здравоохранения в XI пятилетке / С. Я. Чикин. — М. : Знание, 1981. — 96 с.
- Чикин, С. Я. Врачи-философы / С. Я. Чикин. — Москва : Медицина, 1990. — 382,[2] с.
- Чикин, С. Я. Д. И. Ульянов : биография отдельного лица / С. Я. Чикин. — 2-е изд., перераб. и доп. — М.: Медицина, 1974. — 112 с.; — 3-е изд., перераб. и доп. — М. : Медицина, 1986. — 175 с.
- Чикин, С. Я. Здоровье — всему голова / Чикин Семен Яковлевич. — М.: Сов. Россия, 1979. — 174 с.: ил.
- Чикин, С. Я. Путь к долголетию / С. Я. Чикин. — М. : Знание, 1986. — 47,[1] с.